# Grinna (Schiff)
Die Grinna ist ein ehemaliges Mehrzweckschiff der norwegischen Behörde Kystdirektoratet. 2009 wurde es nach Deutschland verkauft und insbesondere im Bereich der Offshore-Windparks in der Nord- und Ostsee eingesetzt.

## Geschichte
Das Schiff wurde unter der Baunummer 20 auf der norwegischen Werft Volda Mek. Verksted für die norwegische Behörde Kystdirektoratet gebaut, aus der 2002 das Kystverket wurde. Die Kiellegung fand am 1. Juni 1979, der Stapellauf am 18. Februar 1980 statt. Die Fertigstellung erfolgte am 21. März 1980.
Das Schiff wurde von Kystverket mit einer achtköpfigen Besatzung in erster Linie für die Errichtung und Installation, Überwachung und Unterhaltung verschiedener Seezeichen entlang der norwegischen Küste genutzt.
2007 wurde das Schiffes außer Dienst gestellt und im Oktober in Ålesund aufgelegt. 2009 wurde es von Norsk Megling & Auksjon an das in Leer ansässige Unternehmen Gesellschaft für innovative Schiffstechnologie MS „Beaufort I“ verkauft und am 19. September 2009 übergeben. Ausgeschrieben war das Schiff für 4.000.000 NOK.
Das unter die Flagge von Antigua und Barbuda gebrachte Schiff wurde in der Folge von Briese Schiffahrt in Leer bereedert. Eingesetzt wurde es u. a. als Sicherungsschiff und im Umweltmonitoring in der Offshore-Energiebranche, aber auch für Forschungsfahrten des Alfred-Wegener-Instituts. Die Besatzung bestand aus fünf Personen, so dass Kabinen für fünf Techniker oder Forscher zur Verfügung standen.
Im Oktober 2017 verkaufte die Gesellschaft für innovative Schiffstechnologie MS „Beaufort I“ das Schiff für 80.000 EUR an das dänische Unternehmen Smedegaarden, das auch im Bereich Schiffsabbruch tätig ist.
Anfang 2018 verkaufte Smedegaarden das Schiff an das auf den Cookinseln ansässige Unternehmen Taio Shipping. Die Überführungsfahrt von Dänemark zu den Cookinseln dauerte vom 14. April bis zum 14. Juli 2018. Für die Überführungsfahrt wurde das Schiff unter die Flagge Vanuatus gebracht. Das in Grinna II umbenannte Schiff wird von Taio Shipping unter der Flagge der Cookinseln betrieben und für den Warenverkehr zwischen den Inseln der Cookinseln eingesetzt. Die Kabinen an Bord werden teilweise für Passagiere angeboten.
Das Schiff wird auch von der Cook Islands Seabed Minerals Authority für die Erforschung und den Abbau von Erzvorkommen in der ausschließlichen Wirtschaftszone der Cookinseln genutzt.

## Technische Daten und Ausstattung
Der Antrieb erfolgt durch zwei MWM-Dieselmotoren des Typs TBD232-V12 mit jeweils 318 kW Leistung. Die Motoren wirken über Untersetzungsgetriebe auf zwei Verstellpropeller.
Für die Stromerzeugung stehen zwei Dieselgeneratoren zur Verfügung, die von jeweils einem MWM-Dieselmotor des Typs TD 226/6 mit 84 kW Leistung angetrieben werden. Als Notstromaggregat und für den Antrieb des Bugstrahlruders steht ein Dieselgenerator zur Verfügung, der von einem John-Deere-Dieselmotor des Typs 6068TFM50 angetrieben wird.
Die Decksaufbauten befinden sich im hinteren Bereich des Schiffes (etwa ab der Schiffsmitte). Die Decksaufbauten verfügen vier Decks – das im Rumpf untergebrachte Unterdeck, das Hauptdeck, das Bootdeck und das Brückendeck. Vor den Decksaufbauten befindet sich ein offenes Arbeitsdeck mit einer 6 × 2 Meter großen Luke, über die ein Laderaum erreichbar ist. Vor dem offenen Arbeitsdeck befindet sich ein erhöhtes Backdeck. Hier befindet sich ein hydraulisch angetriebener Kran, der bei 10 m Auslage 6 t bzw. bei 18 m Auslage noch 3 t heben kann. Unter dem Backdeck steht Stauraum zur Verfügung. Außerdem ist hier der Dieselgenerator für den Betrieb des Bugstrahlruders und den Notbetrieb untergebracht. Ein Hilfskran, der bei 7 m Auslage 935 kg heben kann, befindet sich auf dem Bootdeck am Heck des Schiffes. Weiterhin ist das Schiff mit einer Winde, zwei Seitengalgen und einem Spillkopf ausgerüstet.
An Bord stehen zehn Einzelkabinen zur Verfügung, acht auf dem Unterdeck, eine auf dem Hauptdeck und eine auf dem Bootdeck. Auf dem Hauptdeck befinden sich u. a. auch die Kombüse, Lagerräume für Proviant, eine Messe und ein Aufenthaltsraum, der auch für Besprechungen genutzt werden kann, und eine Werkstatt.
Der Rumpf des Schiffes ist eisverstärkt (Eisklasse C).